# 北海道道356号築別炭砿築別停車場線

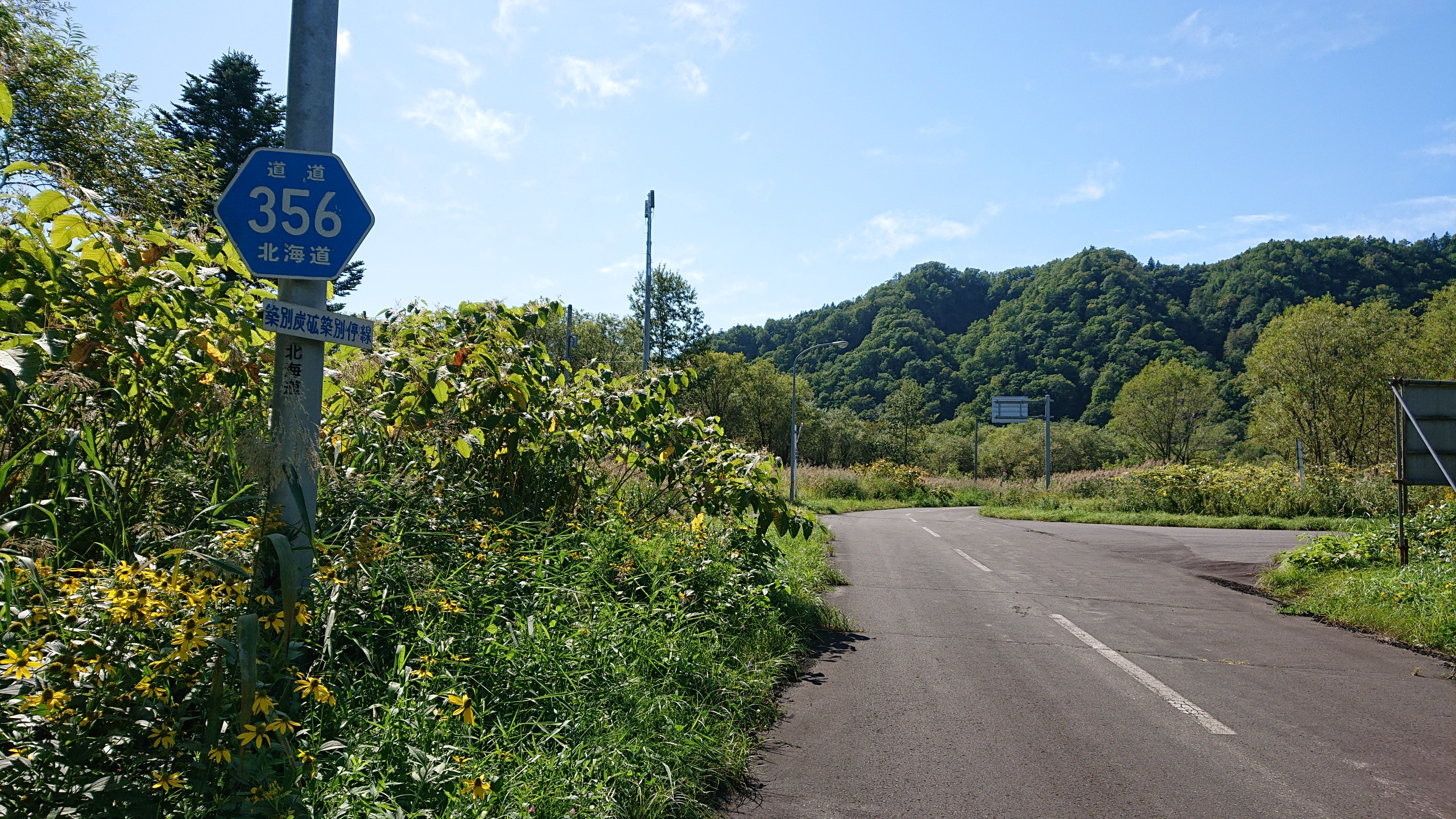
北海道道356号築別炭砿築別停車場線

北海道道356号築別炭砿築別停車場線（ほっかいどうどう356ごう ちくべつたんこうちくべつていしゃじょうせん）は、北海道苫前郡羽幌町内を結ぶ一般道道（北海道道）である。冬期通行止め区間がある。

## 概要

### 路線データ
- 起点：北海道苫前郡羽幌町字築別炭砿（北海道道741号上遠別霧立線上）
- 終点：北海道苫前郡羽幌町字築別（旧国鉄 羽幌線 築別駅跡）
- 総延長：16.317 km
- 実延長：10.117 km
- 重用延長：6.2 km

### 道路管理者
- 留萌振興局 留萌建設管理部 羽幌出張所

## 歴史
- 1961年（昭和36年）3月31日 - 路線認定[1]。
- 1970年（昭和45年）11月2日 - 築別炭鉱が閉山。
- 1987年（昭和62年）3月30日 - 羽幌線の廃線に伴い、築別駅は廃駅となる。

## 路線状況

### 重複区間
- 北海道道741号上遠別霧立線（羽幌町字築別炭砿 - 羽幌町字曙）

### 冬期交通規制（通行止め）
- 羽幌町字築別炭砿32-1（起点） - 羽幌町字曙266-1（曙ゲート）
区間延長：2.4 km

### 道路施設

#### 主な橋梁
- 勤倹橋（47 m、築別川、羽幌町字曙）
- 鶴亀橋（35 m、築別川、羽幌町字曙）
- 春水橋（60 m、築別川、羽幌町字曙）
- 曙光橋（88 m、築別川、羽幌町字曙）
- 越前橋（70 m、築別川、羽幌町字上築）
- 二線橋（27 m、チライベツ川、羽幌町字築別）

#### 常設型ゲート
- 曙ゲート（羽幌町字曙266-1）

## 地理
築別川に沿って走る。

### 通過する自治体
- 留萌振興局
  - 苫前郡羽幌町

### 交差する道路
羽幌町
- 北海道道741号上遠別霧立線 - 字築別炭砿〔起点〕、字曙（重複）
- 北海道道612号築別天塩有明停車場線 - 字築別炭砿
- 国道232号 - 字築別（終点付近で間接接続）